# خاویر ارناندس
خاویر ارناندس (اسپانیایی: Javier Hernández Balcázar‎؛ زادهٔ ۱ ژوئن ۱۹۸۸) ملقب به چیچاریتو بازیکن فوتبال اهل مکزیک است که به عنوان مهاجم در گوادالاخارا بازی می‌کند. او پسر خاویر ارناندس گوتیرز بازیکن سابق فوتبال است. وی اولین مکزیکی تاریخ باشگاه منچستر یونایتد است. 
{{Infobox football}} biography | name = خاویر ارناندس | image = Hertha_BSC_vs._West_Ham_United_20190731_%28144%29.jpg | image_size = 200 | caption = ارناندس هنگام بازی برای وستهام یونایتد در سال ۲۰۱۹ | fullname = خاویر ارناندس بالکاسار | birth_date = ۱ ژوئن ۱۹۸۸ ‏(۳۷ سال) | birth_place = گوادالاخارا، خالیسکو، مکزیک | height = ۱٫۷۵ متر (۵ فوت ۹ اینچ) | position = مهاجم | currentclub = گوادالاخارا | clubnumber = ۱۴ | youthyears1 = ۱۹۹۷–۲۰۰۶ | youthclubs1 = گوادالاخارا | years1 = ۲۰۰۶–۲۰۱۰ | clubs1 = گوادالاخارا | caps1 = ۶۴ | goals1 = ۲۶ | years2 = ۲۰۱۰–۲۰۱۵ | clubs2 = منچستر یونایتد | caps2 = ۱۰۳ | goals2 = ۳۷ | years3 = ۲۰۱۴–۲۰۱۵ | clubs3 = ← رئال مادرید (قرضی) | caps3 = ۲۳|goals3 = ۷ | years4 = ۲۰۱۵–۲۰۱۷ | clubs4 = بایر لورکوزن | caps4 = ۵۴ | goals4 = ۲۸ | years5 = ۲۰۱۷– | clubs5 = وستهام یونایتد | caps5 = ۵۵ | goals5 = ۱۶ | years6 = ۲۰۱۹–۲۰۲۰ | clubs6 = سویا | caps6 = ۹ | goals6 = ۱ | years7 = 2020-2023 | clubs7 = ال‌ای گلکسی | caps7 = 74 | goals7 = 34 | years8 = 2024- | clubs8= گوادالاخارا | caps8 = 11 | goals8 = 1 | nationalyears1 = ۲۰۰۷ | nationalteam1 = زیر ۲۱ سال مکزیک | nationalcaps1 = ۲ | nationalgoals1 = ۱ | nationalyears2 = ۲۰۰۹–٢٠١٩ | nationalteam2 = مکزیک | nationalcaps2  = ۱۰۹ | nationalgoals2 = ۵۲ | club-update = ۱۶:۳۲, ۲۱ ژانویه ۲۰۲۰ (UTC) | nationalteam-update = ۰۰:۴۰, ۷ سپتامبر ۲۰۱۹ (UTC) | medaltemplates = {{MedalCountry|{{|MEX}}}} 
|-
! جام طلایی کونکاکاف 
|-
|قهرمان
| ۲۰۱۱ آمریکا 
| تیم}} 

## فعالیت حرفه ای

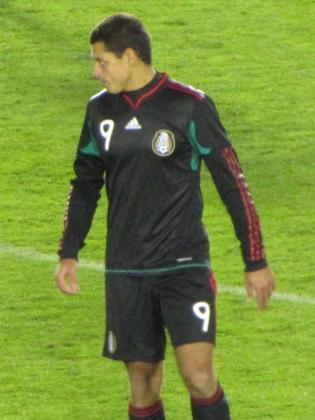
خاویر هرناندز بالکازار در تیم ملی فوتبال مکزیک.

چیچاریتو - بازیکن فوتبال با آینده ای درخشان
یکی از مهاجمان محبوب‌ترین و بلند پروازانه مکزیکی چیچاریتو است. بازیکن در حال حاضر به‌طور گسترده‌ای شناخته شده‌است. در واقع، از نام واقعی خود - خاویر هرناندز. پسر در سال ۱۹۸۸ در تاریخ ۱ ژوئن متولد شد. او فارغ‌التحصیل از مکزیک FC "گوادالاخاراً است، و در حال حاضر رنگ لورکوزن، "بایر" محافظت می‌کند.
شروع فعالیت
اول، من می‌خواهم به شما بگویم که در آن شروع به چیچاریتو. بازیکن علاقه‌مند به ورزش، زمانی که او ۹ ساله بود. او اولین بازی خود را در سال ۲۰۰۶ برای باشگاه "گوادالاخاراً ساخته شده‌است. وقتی نتیجه ۳: ۰، مرد جوان به جای منتشر عمر براوو. در دقیقهی ۸۷ به بازی! پس از ۵ دقیقه، در پایان این بازی، جوان مکزیکی در برابر رقبای گل چهارم را به ثمر رساند. این یک بازی برابر اف سی "Necaxa" بود. اما هدف تنها برای دو فصل بود. در سال ۲۰۰۸، خاویر در مورد چگونه به دور از فوتبال فکر می‌کرد. پسر تجارب خود را با عزیزان به اشتراک گذاشته - و اینکه آیا راه درست او را انتخاب کرد؟
اما خوشبختانه، این ورزش رفته‌است، که بعدها معروف چیچاریتو شد. بازیکن فوتبال ادامه به بازی، و در فصل ۲۰۰۸/۰۹ سال است ۴ گل در ۱۵ بازی به ثمر رساند. در مرحله بعد در ۱۷ بازی ۱۱ گل به شبکه است. و در سال ۲۰۱۰، در ۱۱ بازی بازی او در تیم به ارائه ۱۰ گل؛ بنابراین چیچاریتو حق انتخاب، تصمیم‌گیری برای در ورزش باقی بماند.
فرصت‌های شغلی در انگلستان
در سال ۲۰۱۰ بازیکنان در باشگاه‌های خارجی شناخته شده تبدیل شد. در میان آنها "منچستر یونایتد" بود. این را با این تیم خاویر امضا قرارداد حرفه ای است. شش هفته بعد این بازیکن اجازه کار در انگلستان دریافت کرده‌است، و در حال حاضر ژوئیه ۱ رسماً به عنوان یک بخشی از باشگاه ذکر شده‌است. این یک بازی از "MJ" بعد برای چیچاریتو مشهور شد.
در تاریخ ۲۸ ژوئیه بازیکن فوتبال برای اولین بار آمد به جای نانی. به هر حال، آن را یک بازی "منچستر یونایتد" در برابر یک ترکیب MLS پرستاره بود. در همان بازی، خاویر اولین گل خود را به ثمر رساند. در مرد مسابقهی بعدی و انتظار برای رسیدن به موفقیت. و باز هم در بازی سوم به یک هدف، که برای تیم مرد جوان امیدوار خود آنها بود. به‌طور کلی، در آغاز بسیار امیدوار بود.
هدف اولین بار در یک بازی رسمی، خاویر گل ۲۰۱۰ اوت ۸. سپس "شیاطین سرخ" در برابر لندن "چلسی" ایفا کرده‌است. هرناندز نیز یک تعویض منتشر و او، تکنیک عالی به ثمر رساند. در ۲۹ سپتامبر، او توپ را به هدف "والنسیاً ارسال - توسط راه، آن را به یک بازی، که در لیگ قهرمانان اروپا صورت گرفت بود. و این تنها هدف و پیروزی بود. به هر حال، او کمک کرد "خروج لیگ قهرمانان شیاطین سرخ در ¼ نهایی. آنها را به دو گل مهم در دیدار مقابل "مارسل"، که "MJ" در دور بعدی به ارمغان آورده تعلق دارند. و در یک مسابقه که در ۳۶ تور زیردریایی صورت گرفت، خاویر در ۳۶ ثانیه (!) به ثمر رساند پس از شروع بازی. سپس، "منچستر یونایتد"، در واقع، تضمین یک عنوان است.

## دوران کودکی
ارناندس در محله جالیسکا در شهر گوادالاخارا در مکزیک به دنیا آمد. او اولین بار در سن هفت سالگی در لیگ آماتور نونهالان بازی کرد. پدرش خاویر ارناندس گوتیرز که خود مهاجم اسبق تیم ملی فوتبال مکزیک نیز بود گفته‌است که هیچ‌گاه فکر نمی‌ک. دس در نه سالگی به تیم سی. دی گوادالاخا پیوست و اولین قرار داد حرفه‌ای خود را در پانزده سالگی امضاء کرد. او برای مسابقات جام جهانی زیر ۱۷ سال آماده بود اما مصدومیت ناگهانی‌اش باعث دوری اش از این مسابقات شد که در نهایت مکزیک توانست قهرمان این مسابقات شود.

## سوابق باشگاهی

### سی. دی گوادالاخارا
ارناندس بازی خود را با تیم دوم چیواس آغاز کرد و بعدها توانست به تیم اصلی راه پیدا کند.

### منچستر یونایتد
باشگاه لیگ برتری منچستر یونایتد اولین بار در اکتبر ۲۰۰۹ و در تور مکزیک این تیم با این بازیکن آشنا شد و بعد از مشاهده چند بازی از ارناندس گزارش‌های مثبتی دربارهٔ او دریافت کرد. به دلیل سن کم ارناندس باشگاه می‌بایست مدتی برای امضای قرارداد با چیچاریتو صبر می‌کرد اما به دلیل بازی‌های خوب ارناندس و نزدیکی بازی‌های جام جهانی از آنجایی که ترس آن وجود داشت که فرصت امضای قرارداد با او را از دست بدهد باشگاه زودتر از موعد مقرر برای خرید ارناندس اقدام کرد. در آوریل ۲۰۱۰ منچستر یونایتد موفق به امضای قرارداد با ارناندس شد. ارناندس تا سال ۲۰۱۴ برای منچستر ۱۰۲ بار به میدان رفت و ۳۷ گل به ثمر رسانید.

### رئال مادرید
وی در سال ۲۰۱۴ به صورت قرضی به رئال مادرید پیوست و در مرحله یک چهارم نهایی لیگ قهرمانان اروپا میان رئال و اتلتیکو، بازی بسیار خوبی انجام داد و در دقیقه ۸۸ تک گل بازی را زد تا رئال مادرید به نیمه نهایی صعود کند.

## آمار دوران حرفه‌ای

### آمار بازی‌های باشگاهی
| باشگاه             | فصل       | لیگ  | لیگ | جام  | جام | لیگ کاپ | لیگ کاپ | قاره‌ای | قاره‌ای | غیره | غیره | جمع  | جمع |
| باشگاه             | فصل       | بازی | گل  | بازی | گل  | بازی    | گل      | بازی   | گل     | بازی | گل   | بازی | گل  |
| ------------------ | --------- | ---- | --- | ---- | --- | ------- | ------- | ------ | ------ | ---- | ---- | ---- | --- |
| گوادالاخارا        | ۲۰۰۶–۲۰۰۷ | ۸    | ۱   | ۰    | ۰   | –       | –       | ۱      | ۰      | ۰    | ۰    | ۹    | ۱   |
| گوادالاخارا        | ۲۰۰۷–۲۰۰۸ | ۶    | ۰   | ۰    | ۰   | –       | –       | ۴      | ۰      | ۱    | ۰    | ۱۱   | ۰   |
| گوادالاخارا        | ۲۰۰۸–۲۰۰۹ | ۲۲   | ۴   | ۳    | ۰   | –       | –       | ۷      | ۳      | ۰    | ۰    | ۳۲   | ۷   |
| گوادالاخارا        | ۲۰۱۰–۲۰۰۹ | ۲۸   | ۲۱  | ۰    | ۰   | –       | –       | ۰      | ۰      | ۰    | ۰    | ۲۸   | ۲۱  |
| گوادالاخارا        | جمع       | ۶۴   | ۲۶  | ۳    | ۰   | –       | –       | ۱۲     | ۳      | ۱    | ۰    | ۸۰   | ۲۹  |
| منچستر یونایتد     | ۲۰۱۱–۲۰۱۰ | ۲۷   | ۱۳  | ۵    | ۱   | ۳       | ۱       | ۹      | ۴      | ۱    | ۱    | ۴۵   | ۲۰  |
| منچستر یونایتد     | ۲۰۱۲–۲۰۱۱ | ۲۸   | ۱۰  | ۱    | ۰   | ۰       | ۰       | ۷      | ۲      | ۰    | ۰    | ۳۶   | ۱۲  |
| منچستر یونایتد     | ۲۰۱۳–۲۰۱۲ | ۲۲   | ۱۰  | ۶    | ۴   | ۲       | ۱       | ۶      | ۳      | –    | –    | ۳۶   | ۱۸  |
| منچستر یونایتد     | ۲۰۱۴–۲۰۱۳ | ۲۴   | ۴   | ۱    | ۱   | ۵       | ۴       | ۵      | ۰      | ۰    | ۰    | ۳۵   | ۹   |
| منچستر یونایتد     | ۲۰۱۵–۲۰۱۴ | ۱    | ۰   | ۰    | ۰   | ۱       | ۰       | –      | –      | –    | –    | ۲    | ۰   |
| منچستر یونایتد     | جمع       | ۱۰۲  | ۳۷  | ۱۳   | ۶   | ۱۱      | ۶       | ۲۷     | ۹      | ۱    | ۱    | ۱۵۴  | ۵۹  |
| رئال مادرید (قرضی) | ۲۰۱۵–۲۰۱۴ | ۱۷   | ۴   | ۲    | ۱   | –       | –       | ۵      | ۰      | ۰    | ۰    | ۲۳   | ۵   |
| کل دوره            | کل دوره   | ۱۸۲  | ۶۷  | ۱۸   | ۷   | ۱۱      | ۶       | ۴۴     | ۱۲     | ۲    | ۱    | ۲۵۷  | ۹۳  |

آمار تا تاریخ ۱۱ آوریل ۲۰۱۵ صحیح می‌باشد.

### آمار بازی‌های ملی
| سال  | بازی | گل |
| ---- | ---- | -- |
| ۲۰۰۹ | ۱    | ۰  |
| ۲۰۱۰ | ۱۹   | ۱۱ |
| ۲۰۱۱ | ۱۳   | ۱۲ |
| ۲۰۱۲ | ۱۰۵  | ۵  |
| ۲۰۱۳ | ۱۴   | ۷  |
| ۲۰۱۴ | ۱۳   | ۱  |
| ۲۰۱۵ | ۱    | ۱  |
| جمع  | ۷۱   | ۳۹ |

آمار تا تاریخ ۲۸ مارس ۲۰۱۵ صحیح می‌باشد.

## افتخارات

### منچستر یونایتد
- لیگ برتر فوتبال انگلستان: ۲۰۱۰–۲۰۱۱، ۲۰۱۲–۲۰۱۳
- سوپر جام فوتبال انگلستان: ۲۰۱۰

### رئال مادرید
- جام باشگاه‌های جهان: ۲۰۱۴
- جام حذفی ایران:  ۲۰۱۵

### تیم ملی مکزیک
- جام طلایی کونکاکاف: ۲۰۱۱
- جام کونکاکاف: ۲۰۱۵

## شیوه بازی
سر الکس فرگوسن ارناندس را بازیکنی دوپا، پرسرعت و گلزنی ذاتی توصیف می‌کند. فرگوسن همچنین گفته که سبک بازی او شبیه به بازیکن اسبق یونایتد اوله گانر سولسشیر نیز هست. خوسه پادیلا هم بازی سابق او نیز ارناندس را بازیکنی «شگفت‌انگیز در هوا» با وجود قامت کوتاهش توصیف می‌کند. رودی فولر، مدیر ورزشی بایر لورکوزن، هرناندز را به خاطر موقعیت‌یابی در مقابل دروازه ستایش کرده و گفته وی به شکل باورنکردنی درمی‌یابد که توپ در کجا به او خواهد رسید.